# Canada Open 1987
Il Canada Open 1987 è stato un torneo di tennis giocato sul cemento. È stata la 97ª edizione del Canada Open, che fa parte del Nabisco Grand Prix 1987, e del Virginia Slims World Championship Series 1987. Il torneo maschile si è giocato al Uniprix Stadium di Montréal in Canada dal 10 al 16 agosto 1987, quello femminile al Rexall Centre di Toronto in Canada dal 17 al 23 agosto 1987.

## Campioni

### Singolare maschile
Ivan Lendl ha battuto in finale  Stefan Edberg con il punteggio di 6–4, 7–6.

### Singolare femminile
Pam Shriver ha battuto in finale  Zina Garrison con il punteggio di 6–4, 6–1.

### Doppio maschile
Pat Cash /  Stefan Edberg hanno battuto in finale  Peter Doohan /  Laurie Warder con il punteggio di 6–7, 6–3, 6–4.

### Doppio femminile
Zina Garrison /  Lori McNeil hanno battuto in finale  Claudia Kohde Kilsch  /  Helena Suková con il punteggio di 6–1, 6–2.